# Hortipes fastigiensis
Hortipes fastigiensis là một loài nhện trong họ Corinnidae.
Loài này thuộc chi Hortipes. Hortipes fastigiensis được miêu tả năm 2000 bởi Bosselaers & Rudy Jocqué.